# El Lagartillo
El Lagartillo är en ort i Mexiko.   Den ligger i kommunen Carrillo Puerto och delstaten Veracruz, i den sydöstra delen av landet, 270 km öster om huvudstaden Mexico City. El Lagartillo ligger 249 meter över havet och antalet invånare är 139.
Terrängen runt El Lagartillo är lite kuperad, och sluttar österut. Runt El Lagartillo är det ganska tätbefolkat, med 62 invånare per kvadratkilometer. Närmaste större samhälle är Cuitláhuac, 9,5 km väster om El Lagartillo. Omgivningarna runt El Lagartillo är en mosaik av jordbruksmark och naturlig växtlighet.